# Regius Professor of Materials (Manchester)

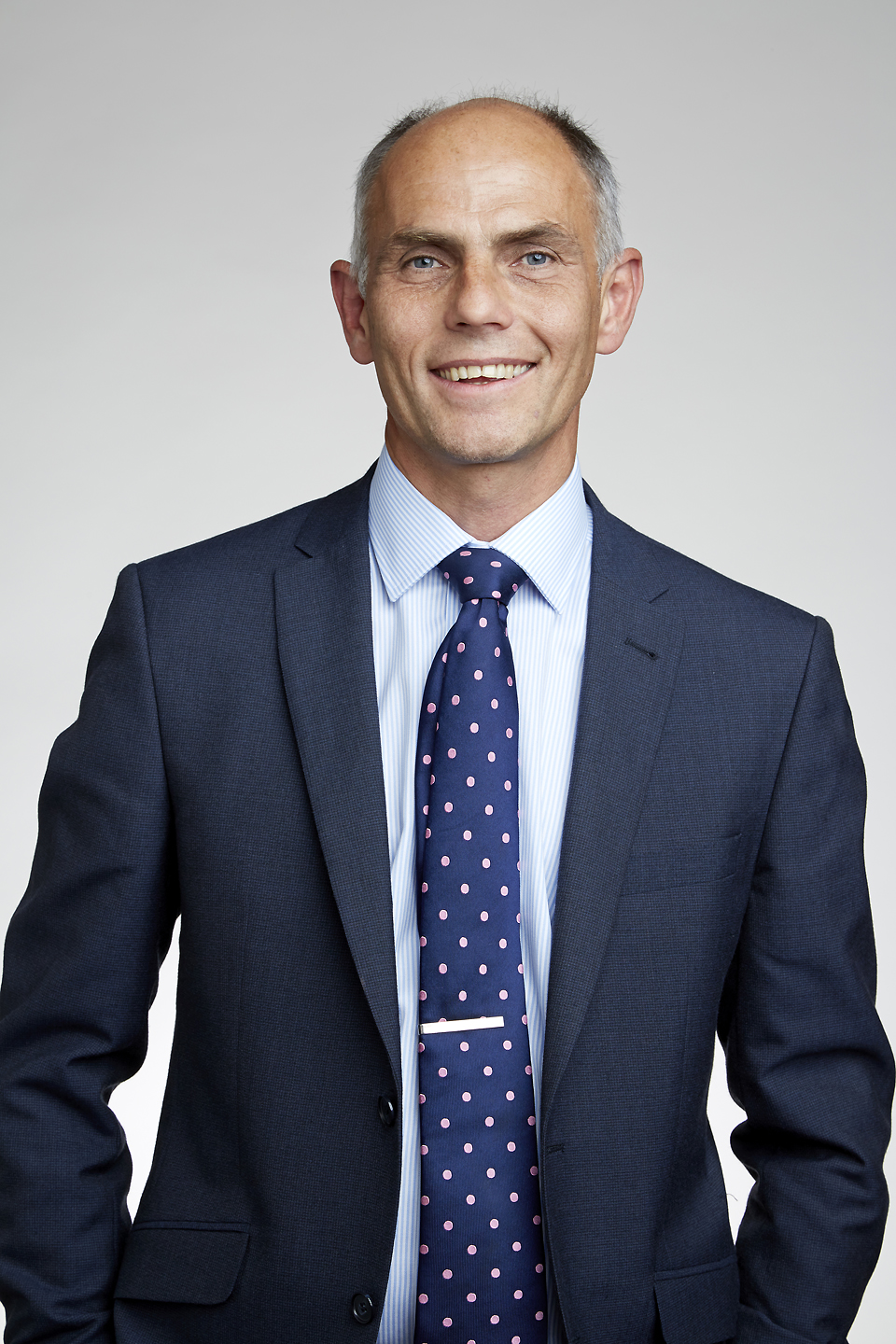
Philip Withers – erster Regius Professor of Materials

Der Regius Professor of Materials ist eine 2016 durch Königin Elisabeth II. anlässlich ihres 90. Geburtstags gestiftete Regius Professur für Materialforschung an der University of Manchester.

## Geschichte der Professur
Materialforschung wird in Manchester seit der Gründung 1824 betrieben, als der Wohlstand Manchesters von der Textilindustrie abhing. Das betrifft sowohl Grundlagenforschung, die beispielsweise zur ersten Herstellung von Graphen an der Universität Manchester führte, bis hin zur Entwicklung von maßgeschneiderten oder nachhaltigen Materialien.
2015 teilte Schatzkanzler George Osborne während des Vortrags zum Staatshaushalt Pläne mit, weitere Regius-Professuren anlässlich des 90. Geburtstags der Queen (26. April 2016) einzurichten. Anders als in früheren Zeiten geht mit den Ernennung der jüngeren Vergangenheit aber keine Finanzierung mehr einher. Am 6. Juni 2016 wurde dieser Plan umgesetzt. Zusammen mit dieser Professur wurden elf weitere Professuren gestiftet. Die Professuren wurden durch ein Panel von Wirtschaftsvertretern und Fachleuten nach einer Bewerbung der verschiedenen Universitäten ausgewählt.

## Inhaber
| Name                | Namenszusatz            | von  | bis  | Anmerkung |
| ------------------- | ----------------------- | ---- | ---- | --- |
| Philip John Withers | Ph.D., F.R.Eng., F.R.S. | 2016 | 2016 | Withers gibt an, schon sein ganzes Leben davon fasziniert zu sein, wie Dinge auseinanderfallen. Der Prozess des Materialversagens kann mit unscheinbaren Ursachen beginnen und sich zu einem katastrophalen Versagen ausweiten. Mit diesem Denkansatz begründete Withers ein Institut von Weltrang, wenn es um die Ergründung von technischem Versagen geht. Seine Forschungen orientieren sich an Problemen aus dem industriellen Umfeld Manchesters und im Austausch mit den Auftraggebern und Verwertern seiner Forschungen betrachtet Withers den Sinn der Professur. Der in Cambridge als Metallurge ausgebildete Withers lehrt seit 1998 in Manchester. Wichtige Arbeiten Withers’ befassen sich mit den Spannungen in den Turbinenschaufeln von Flugzeugmotoren, Reibschweissverfahren aber auch mit Grundlagenforschung im Umfeld der Mechanik. |